# Hugo Mujica
Pour les articles homonymes, voir Mujica.
 (août 2014).
Si vous disposez d'ouvrages ou d'articles de référence ou si vous connaissez des sites web de qualité traitant du thème abordé ici, merci de compléter l'article en donnant les références utiles à sa vérifiabilité et en les liant à la section « Notes et références ».
Hugo Mujica, né en 1942 à Buenos Aires (Argentine), est un prêtre, écrivain, philosophe et poète argentin.
« Hugo Mujica es un gran poeta y escritor o yo no tengo intuición de lo que es la literatura. El tiempo lo dirá a todos. »
— Ernesto Sábato, Cuentos que me apasionaron, 2011

« Hugo Mujica est un grand poète et écrivain, ou je n'ai aucune idée de ce qu'est la littérature. Le temps le confirmera à tout le monde. »

## Biographie

### Jeunesse et exil
Il naît dans une famille d'ouvriers syndicalistes aux racines anarchistes. À la suite d'un accident, son père devient aveugle, et afin de subvenir aux besoins de sa famille, Hugo devient ouvrier dès l'âge de 13 ans dans une usine de verre. En plus de l'école secondaire nocturne, il étudie les beaux-arts. Il part en 1961 avec un visa de touriste, 37 dollars, sans parler anglais et en désertant le service militaire, vers les États-Unis.
Peu après être arrivé dans ce nouveau pays, il s'établit à Greenwich Village (New York), où il vit pendant les années 1960. Il passe de petit boulot en petit boulot, comme tout immigrant à peine débarqué.

### Beaux-arts et psychédélisme
Il entre assez rapidement en contact avec de jeunes artistes plastiques locaux. Il commence à étudier la philosophie à la Free University de New York (en) puis la peinture à la School of Visual Arts.
Il participe au psychédélisme en travaillant directement avec Timothy Leary, ainsi que Ralph Metzner avec qui il prend part aux expérimentations sur le LSD et autres drogues hallucinogènes, ainsi que sur sa relation avec le processus créatif.

### Vie monastique et poésie
Vers la fin des années 1960, il rencontre Allen Ginsberg, qui lui présente le guru Swami Satchidananda, avec qui il vivra pendant un certain temps dans une ferme avec d'autres disciples. C'est lors d'un voyage[Où ?] réalisé avec Satchidananda qu'il découvre le monachisme cistercien ; il vivra comme moine en faisant vœu de silence pendant sept ans.
Il rencontre par ailleurs le moine et poète Thomas Merton peu avant sa mort, en 1968. C'est ainsi qu'il commence à écrire de la poésie, genre fondamental pour son œuvre qu'il n'abandonnera jamais.
Il rentre à Azul (Argentine), au monastère cistercien local, puis part s'installer dans un autre monastère en France, avant de quitter cet ordre.
Il voyage au Mont Athos, en Grèce, pour sentir le chemin de tradition hésychaste. Il voyage à nouveau de par l'Europe et rentre en Argentine pour s'installer. Il passe un an de solitude dans un champ de la province de Buenos Aires, où il écrit sa biographie avant de la jeter : il explique qu'il avait juste eu besoin de se raconter ce qu'il avait vécu jusque-là, « faire le point et faire de tant d'expériences une narration, une façon de me connaître au fur et à mesure que je me le disais. » Après avoir suivi un séminaire, il devient prêtre catholique et étudie la théologie et l'anthropologie philosophique.

### Mujica écrivain
En 1983, il commence à publier ses premières œuvres littéraires. En plus de sa vingtaine de livres, il a publié pendant longtemps des colonnes de réflexion dans la revue Viva, le journal Clarín, ainsi que d'autres médias graphiques et suppléments nationaux et étrangers. Il est également chroniqueur à la télévision et à la radio. La plupart des reportages qu'il propose, en particulier à la télévision, sont considérés comme faisant partie de son œuvre réflexive.

## Œuvre
Ses livres ont été publiés en Espagne, en Argentine et dans de nombreux pays d'Amérique latine, et ont été traduits aux États-Unis, et dans plusieurs pays d'Europe, dont l'Italie et la France.
Les œuvres poétiques les plus notables sont Brasa blanca, Sonata de violonchelo y lilas, Casi en silencio et Noche abierta.
Il a également publié les essais Kirie Eleison, La Palabra inicial et Flecha en la niebla, notamment, ainsi que les recueils de contes Solemne y mesurado et Bajo toda la lluvia del mundo.

### Poésie
- Brasa blanca, Sitio del Silencio (1983)
- Sonata de violoncello y lilas, Sitio del Silencio (1984)Existe en version électronique (ed. Nostromo, Buenos Aires, 2003)
- Responsoriales, Imaginero (1986)Prologue d'Humberto Días Casanueva, prix national de littérature chilien.
- Escrito en un reflejo, Carlos Lohlé (1987)
- Paraíso vacío, Troquel-Estaciones (1993)
- Para albergar una ausencia, Pre-textos (Espagne, 1995)
- Noche abierta, Pre-textos (Espagne, 1999 ; 3 éditions)
- Sed adentro, Pre-textos (Espagne, 2001)
- Casi en silencio, Pre-textos (Espagne, 2004)
- What the embrace embraces / Lo que el abrazo abarca, Coimbra (San Francisco, États-Unis, 2008)Éditions spéciale bilingue anglo-espagnole ; trad. à l'anglais de Joan Lindgren.
- Cuando todo calla, Visor (Espagne, 2013)
- Y siempre después el viento, Visor (Espagne, 2011)Trad. en français de Rodolphe Larrain et Annie Salager, Vent dans le vent, Voix Vives en Méditerranée, éd. Al Manar, 2014 (ISBN 978-2-36426-034-4).
- Barro de sed partido, Visor (Espagne, 2016)

### Essais
- Camino del nombre, Patria Grande (1985)
- Origen y destino. De la memoria del poeta presocrático a la esperanza del poeta en la obra de Heidegger, Carlos Lohlé (1987)
- Camino de la palabra, Paulinas (1989)
- Kyrie eleison, Troquel-Estaciones (1991 ; 4 éditions)
- Kénosis, Troquel-Estaciones (1992 ; 2 éditions)
- La Palabra inicial. La mitología del poeta en la obra de Heidegger, Trotta (Espagne, 1996 ; 6 éditions)
- Flecha en la niebla. Identidad, palabra y hendidura, Trotta (Espagne, 1997 ; 3 éditions)
- Poéticas del vacío, Trotta (Espagne, 2002 ; 4 éditions)
- Lo naciente. Pensando el acto creador, Pre-textos (Espagne, 2007)
- La Casa, y otros ensayos, Vaso Roto (Mexico-Barcelone, 2008)
- La Pasión según Georg Trakl. Poesía y expiación, Trotta (Espagne, 2009)
- Fragmentos de la creación, Monte Carmelo (Mexique, 2010)
- El saber del no saberse. Desierto, Cábala, el no-ser y la creación, Trotta (Espagne, 2014)
- Dioniso. Eros creador y mística pagana, Ed. El hilo de Ariadna (Argentine, 2016)
- La carne y el mármol. Francis Bacon y el arte griego, Ed. Vaso Roto (Mexique-Espagne, 2018)

### Contes
- Solemne y mesurado, Losada (1990)Prologue d'Ernesto Sábato.
- Bajo toda la lluvia del mundo, Seix Barral (2008 ; 2 éditions)

### Anthologies
- Poesía completa 1983-2004, Seix Barral (2005 ; 5 éditions ; poésie)
- Más hondo, Vaso Roto (Mexico-Barcelone, 2009 ; poésie)
- Fragmentos de la creación, Monte Carmelo (Mexique, 2010 ; essais)
- Del crear y lo creado, 3 vol., Vaso Roto ed. (Mexique-Espagne, 2013 ; poésie, essais, contes)

### Textes pour œuvres musicales
- Poemas de Hugo Mujica. Para soprano, contralto, tenor y tríos de cuerdas, Fabian Panisello (Espagne, 1992)
- Concertino, Fabián Panisello (Espagne, 1993)
- Paraíso vacío. 6 Paisajes musicales sobre poemas de Hugo Mujica, Pedro Aznar (Argentine, 1993)
- Vision du « Paradis vide », Daniel Hugo Sprintz (France, 1996)
- Azot, Para recitante, coro, 9 músicos y electroacústica, Daniel Hugo Sprintz (Espagne, 1996)
- Noches adentro. 3 canciones para voz y piano, Daniel Hugo Sprintz (Espagne, 2000)
- Nadie. Voz y electrónica, Daniel Hugo Sprintz (Espagne, 2011)
- Nuit aveugle. Opéra de chambre, Santiago Diez Fisher (France, 2013)